# 卡尔伯拉
卡尔伯拉是德国下萨克森州的一个市镇。总面积27.64平方公里，总人口5056人，其中男性2527人，女性2529人（2011年12月31日），人口密度183人/平方公里。